# Nyílt-zárt halmaz
A topológiában egy topologikus tér részhalmaza nyílt-zárt, ha nyílt és zárt is. Mivel a nyílt és a zárt szavak ellentétes jelentésűek, ezért ezek a halmazok ellentmondanak az intuíciónak. A definíciók azonban nem mondanak ellent egymásnak, mert ha egy halmaz zárt, akkor a komplementerének kell nyíltnak lennie, ami nem tiltja azt, hogy annak a komplementere, tehát az eredeti halmaz is nyílt lehessen. Ekkor az eredeti halmaz és komplementere is nyílt-zárt halmaz.

## Példák
Minden topologikus tér tartóhalmaza nyílt-zárt az üres halmazzal együtt. Az összefüggő topologikus terekben nincs is más nyílt-zárt halmaz.
Tekintsük az X = (0,1) ∪ (2,3) nyílt intervallumok unióját az {\displaystyle \mathbb {R} }-ből örökölt szokásos altértopológiával! Ekkor a (0,1) és a (2,3) halmazok nyílt-zártak X-ben. Ez egy jellemző példa: ha a topologikus tér nem összefüggő, akkor összefüggőségi komponensei nyílt-zártak.
Tekintsük most a racionális számok {\displaystyle \mathbb {Q} } halmazát a szokásos topológiával, és álljon az A halmaz azokból a racionális számokból, melyek négyzete nagyobb, mint 2! Mivel {\displaystyle {\sqrt {2}}} nem racionális, ezért ez a halmaz nyílt-zárt {\displaystyle \mathbb {Q} }-ban. A valós számokon azonban nem nyílt, és nem zárt.
Általában egy halmaz összefüggőségi komponensei nem nyíltak és nem zártak. A természetes számok halmazának Alexandrov-kompaktifikációja egy végtelenben fekvő pontot ad a halmazhoz, ami egy újabb összefüggőségi komponens, ami nem nyílt.

## Tulajdonságok
- Egy topologikus tér összefüggő, ha nincsenek más nyílt-zárt részhalmazai önmagán és az üres halmazon kívül.
- Egy halmaz nyílt-zárt akkor és csak akkor, ha határa üres.
- Minden nyílt-zárt részhalmaz összefüggőségi komponensek uniója.
- Ha az X topologikus tér összefüggőségi komponensei nyíltak, például véges sok van belőlük, vagy a tér lokálisan összefüggő, akkor az összefüggőségi komponensek közül akárhány uniója nyílt-zárt.
- Egy topologikus tér diszkrét, ha minden pontja nyílt-zárt.
- Egy adott topologikus tér nyílt-zárt részhalmazai Boole-algebrát alkotnak az unió és a metszet műveletére. Stone reprezentációs tétele szerint minden Boole-algebra előállítható ezen a módon.
- Egy topologikus csoport nyílt részcsoportja zárt is. A véges indexű zárt részcsoportok nyíltak is.